# Synalus
Synalus là một chi nhện trong họ Thomisidae.